# یوها پاسویا
یوها پاسویا (فنلاندی: Juha Pasoja؛ زادهٔ ۱۶ نوامبر ۱۹۷۶) بازیکن سابق و مربی اهل فنلاند است.
از باشگاه‌هایی که در آن بازی کرده‌است می‌توان به باشگاه فوتبال هاکا اشاره کرد.
وی همچنین در تیم ملی فوتبال فنلاند بازی کرده‌است.